# دریاچه تفلیس
دریاچه تفلیس (گرجی: თბილისის ზღვა) یا مخزن سد تفلیس (თბილისის წყალსაცავი) دریاچه‌ای مصنوعی در نزدیکی شهر تفلیس است که به عنوان سد عمل می‌کند. درازای این دریاچه ۸.۷۵ کیلومتر و درازای آن ۲.۸۵ کیلومتر است. مساحت این مخزن ۱۱.۶ کیلومتر مربع (۴.۵ مایل مربع) است. این مخزن سد در سال ۱۹۵۳ گشایش یافت و به یک مکان تفریحی محبوب تبدیل شده است. برنامه ریزی شده است که دریاچه تفلیس به یک پارک تفریحی با امکانات ورزشی گوناگون تبدیل شود.